# Peugeot Type 134
La Peugeot Type 134 est un modèle d'automobile produit par le constructeur français Peugeot en 1910.